# José Manuel Abascal
José Manuel Abascal Gómez (ur. 17 marca 1958 w Alcedzie) – hiszpański lekkoatleta, biegacz na 1500 metrów.
Na początku swojej kariery wygrał bieg na 3000 metrów podczas mistrzostw Europy juniorów w Doniecku. W 1982 w Atenach podczas mistrzostw Europy zdobył brązowy medal w biegu na 1500 metrów. Rok później w halowych mistrzostwach Europy zdobył srebrny medal. W 1984 podczas biegu na 1500 metrów na Letnich Igrzyskach Olimpijskich w Los Angeles zdobył brąz. W 1987 podczas halowych mistrzostw świata w Indianapolis zdobył srebrny medal. W 1987 w biegu na 5000 metrów wygrał Puchar Europy w lekkoatletyce.
Rekord życiowy Abascala został ustanowiony w 1986 i wynosi 3:31,13.